# Lézard vivipare
Zootoca vivipara
Genre
Espèce
Synonymes
- Lacerta vivipara Von Jacquin, 1787

Statut de conservation UICN

 LC  : Préoccupation mineure
Zootoca vivipara, le Lézard vivipare, est une espèce de sauriens de la famille des Lacertidae.

## Description
C'est une espèce qui mesure au maximum 7 cm du museau au cloaque.
Elle vit au sol dans des milieux divers mais d'où l'eau n'est jamais absente : broussailles, tourbières (touradons de Molinie), fossés et milieux un peu plus pierreux en altitude. Reptile des zones tempérées, il utilise plusieurs stratégies comportementales et physiologiques d'évitement du gel et de tolérance au gel pour faire face à des températures relativement froides tout au long de l'année dans les différents biotopes humides qu'il colonise : évitement de la congélation (refuge dans un terrier appelé hibernaculum pour hiberner, augmentation des capacités de surfusion dans ses fluides corporels), tolérance à la congélation par accumulation de cryoprotecteurs (en) dans le sang, tel le glucose fabriqué par le foie,, populations présentant des modes de reproduction vivipare et ovovivipare qui préservent les œufs du froid.
La tête est petite, le cou et la queue sont épais, les pattes plutôt courtes, la couleur est brune, très variable, avec surtout chez les femelles des bandes latérales sombres.

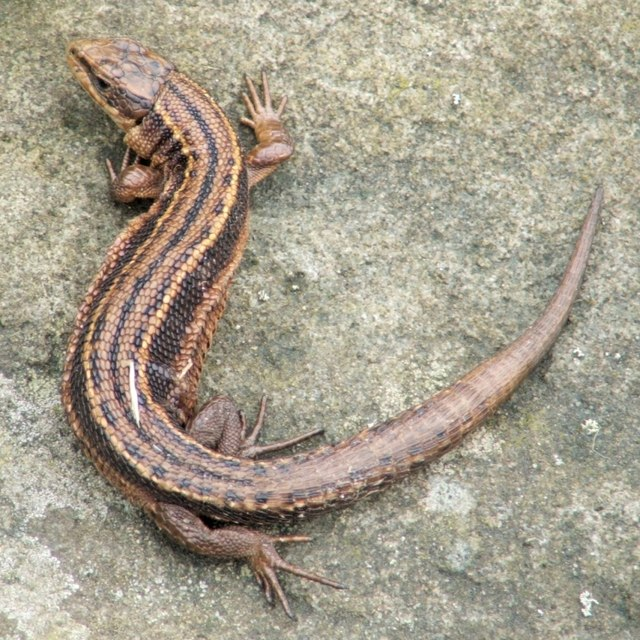
Zootoca vivipara vivipara
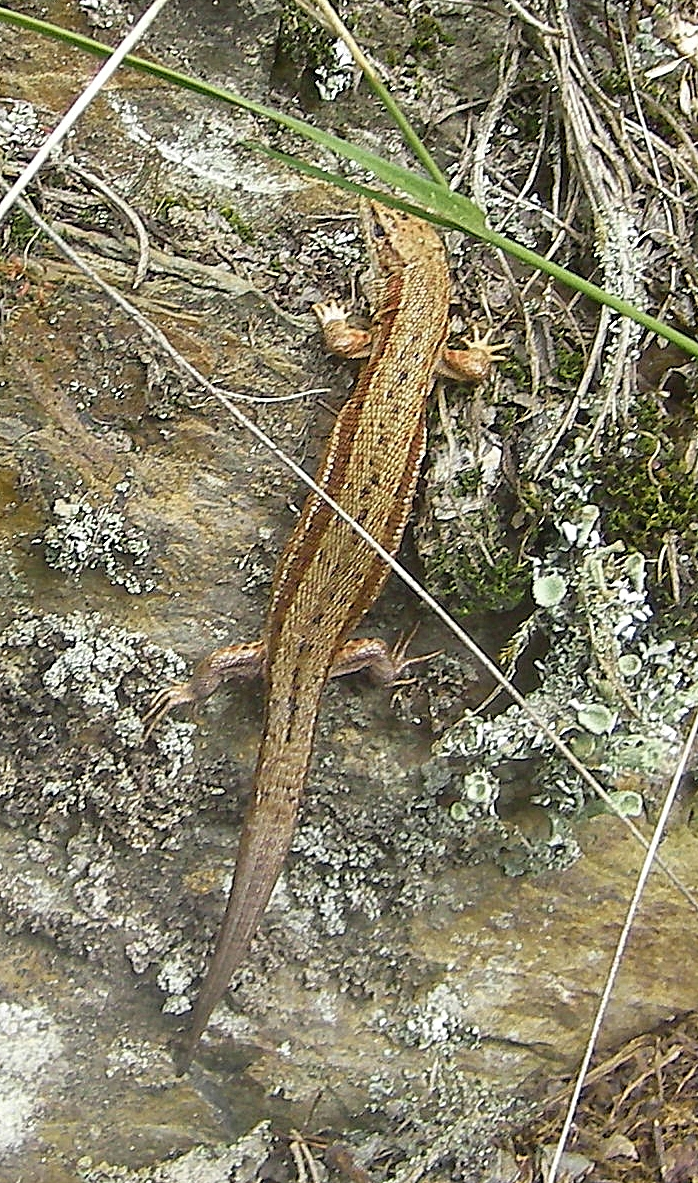
Zootoca vivipara vivipara
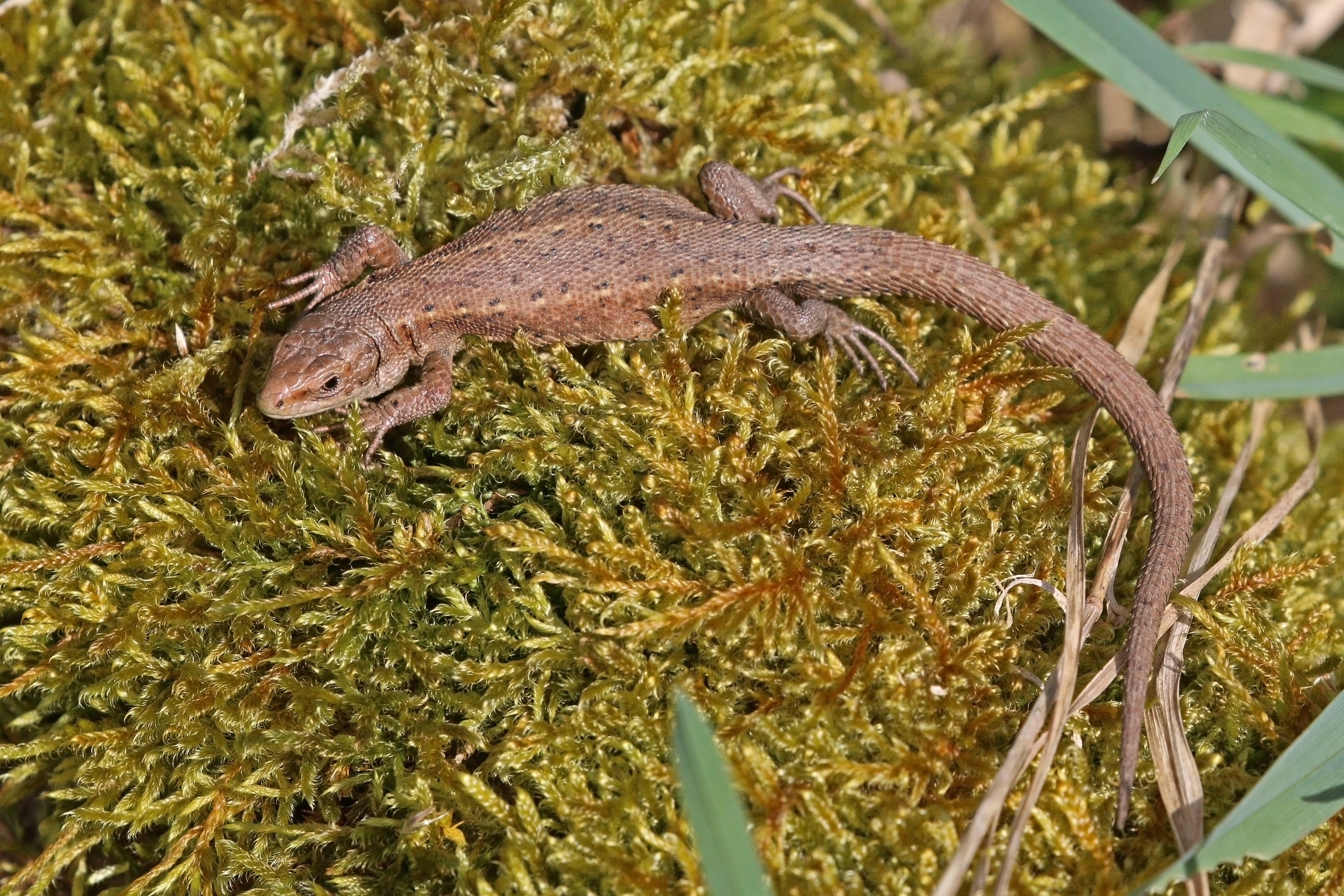
Forme juvenile
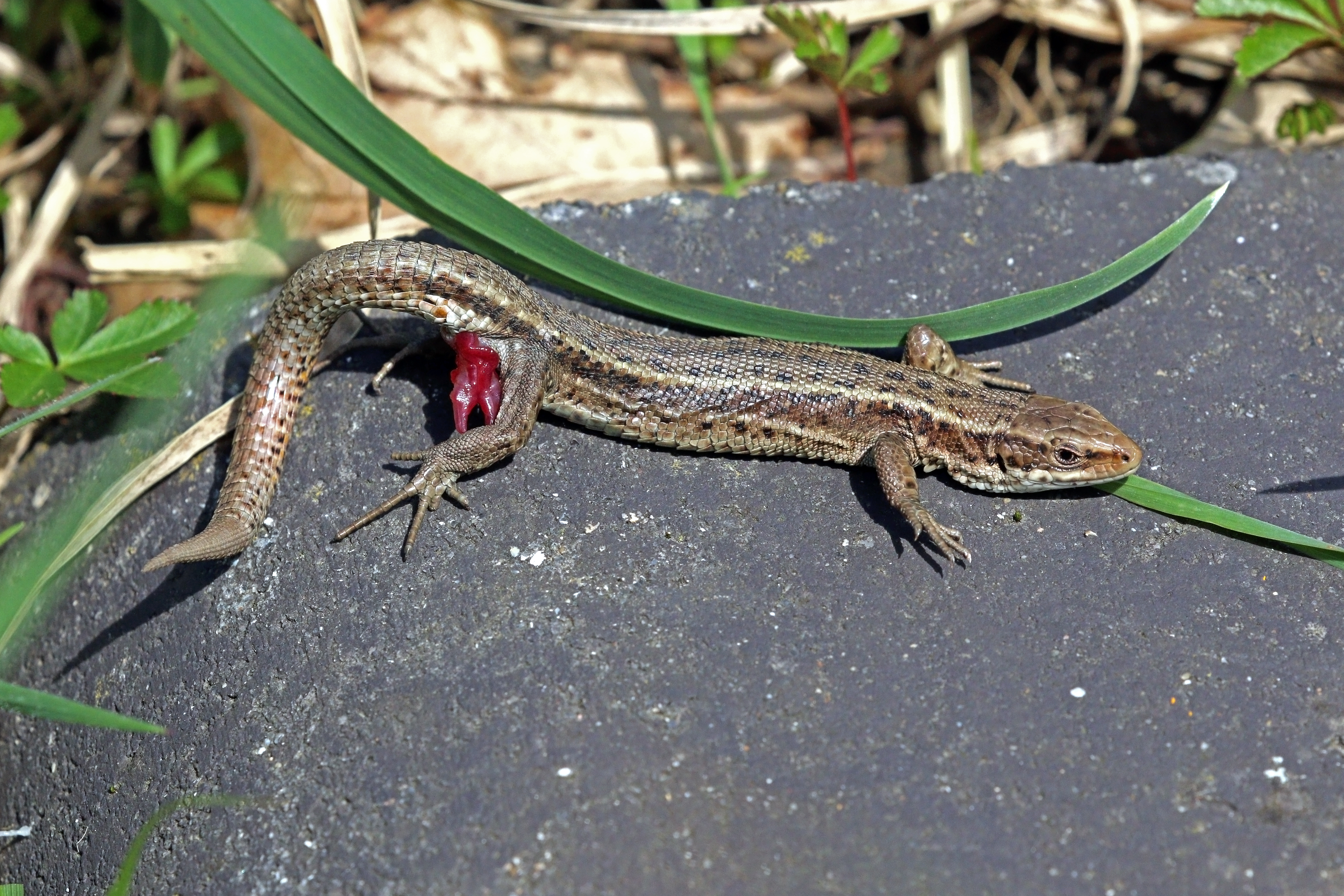
Avec érection des hémipénis.

## Étymologie
Le nom du genre, Zootoca, vient des mots grecs anciens ζῷον (zõion) et τόκος (tókos), qui signifient respectivement animal et enfant (ou rejeton).
Quant au qualificatif latin féminin vivipara de l'espèce, il indique que les femelles mettent au monde des jeunes entièrement formés ; plus exactement, elles sont  ovovivipares, mais les populations des Pyrénées pondent fréquemment des œufs.

## Répartition

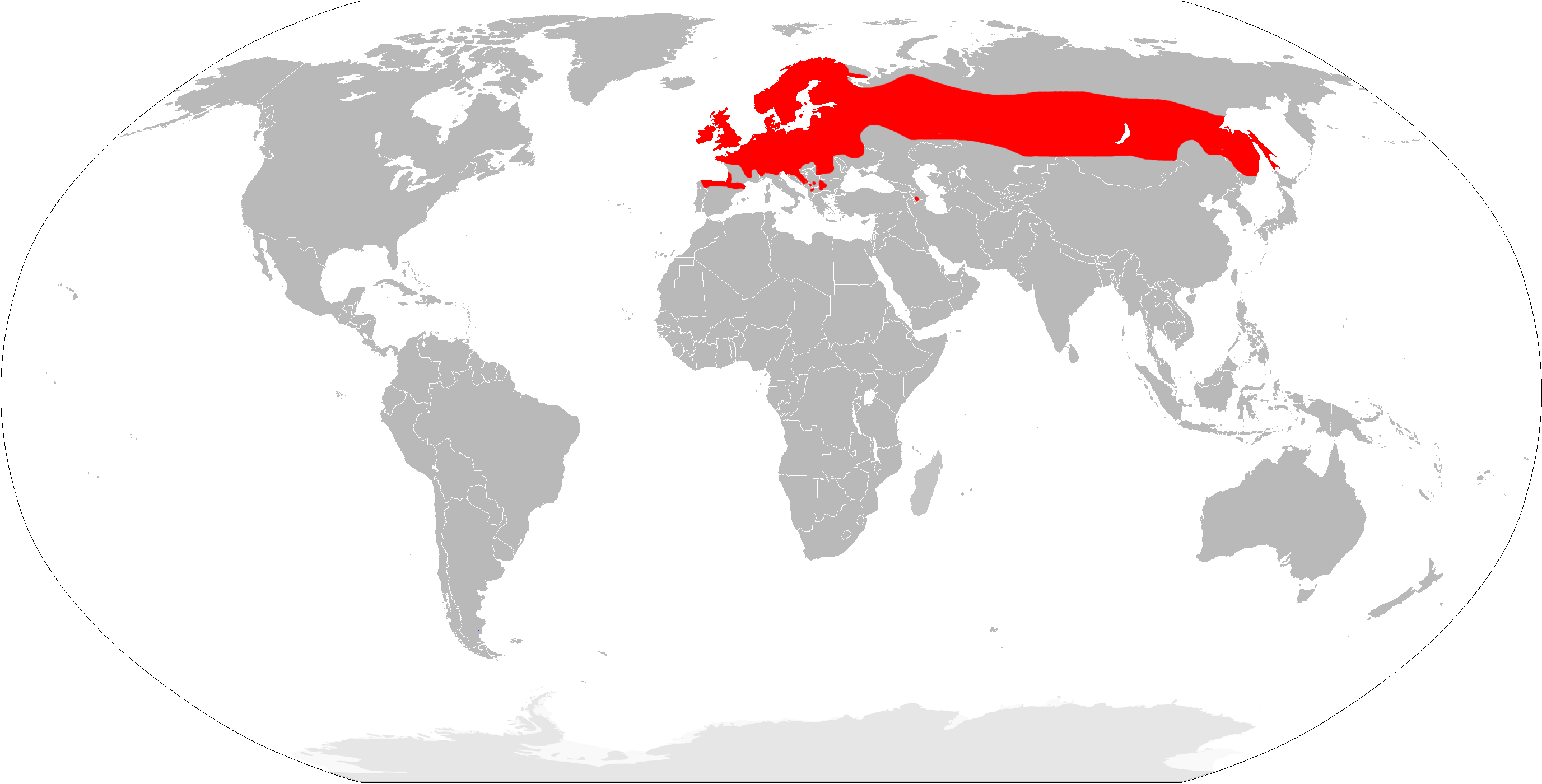
Distribution

Cette espèce se rencontre en Eurasie :
- dans le nord de l'Espagne, dans le nord de l'Italie, en France, au Royaume-Uni et en Irlande ;
- au Danemark, en Norvège, en Suède, en Finlande, en Estonie, en Lettonie, et en Lituanie ;
- en Belgique, aux Pays-Bas, au Luxembourg, en Allemagne, en Suisse et en Autriche ;
- en Slovénie, en Croatie, en Bosnie-Herzégovine, au Monténégro, en Serbie et en Macédoine ;
- en Pologne, en Tchéquie, en Slovaquie, en Hongrie, en Roumanie et en Bulgarie ;
- en Ukraine, en Russie, au Kazakhstan, en Mongolie, à Hokkaidō au Japon et en Chine au Xinjiang et au Heilongjiang.

## Systématique
L'espèce a été décrite par le naturaliste néerlandais Nikolaus Joseph von Jacquin en 1787 sous le nom initial de Lacerta vivipara

### Synonymie
Cette espèce connait de nombreux synonymes.
- Lacerta vivipara Jacquin, 1787 Protonyme
- Lacertus cinereus Lacépède, 1788
- Lacerta oedura Sheppard, 1804
- Lacerta crocea Wolf, 1805
- Lacerta montana Mikan, 1805
- Lacerta nigra Wolf, 1805
- Lacerta fragilis Palmstruch & Swartz, 1808
- Lacerta ptychodes Kuhl, 1820
- Lacerta pyrrhogaster Merrem, 1820
- Lacerta unicolor Kuhl, 1820
- Lacerta schreibersiana Milne-Edwards, 1829
- Lacerta chrysogastra Andrzejowski, 1832
- Zootoca alpina Tschudi, 1837
- Lacerta vivipara var. pallida Fatio, 1872
- Lacerta vivipara var. melanogastra Prazák, 1898
- Lacerta vivipara var. barabensis Kashenko, 1902
- Lacerta vivipara var. gedulyi Fejerváryi, 1923
- Lacerta vivipara sachalinensis Pereljeshin & Terentjev, 1963
- Lacerta vivipara pannonica Lac & Kluch, 1968
- Lacerta herseyi Austin, 1992
- Lacerta vivipara vasconiae Osenegg, 1995

### Liste des sous-espèces
Selon The Reptile Database (8 avril 2019) :
- Zootoca vivipara carniolica Mayer, Böhme, Tiedemann & Bischoff, 2000
- Zootoca vivipara louislantzi Arribas, 2009
- Zootoca vivipara pannonica (Lac & Kluch, 1968)
- Zootoca vivipara vivipara (Jacquin, 1787)

## Le Lézard vivipare et l'Homme

### Statut de protection
Selon la Convention de Berne du 19 septembre 1979 et son Annexe 3 : Toute exploitation de la faune sauvage énumérée à l'annexe III est réglementée de manière à maintenir l'existence de ces populations hors de danger. Ces mesures comprennent notamment: a) l'institution de périodes de fermeture et/ou d'autres mesures réglementaires d'exploitation; b) l'interdiction temporaire ou locale de l'exploitation, s'il y a lieu, afin de permettre aux populations existantes de retrouver un niveau satisfaisant; c) la réglementation, s'il y a lieu, de la vente, de la détention, du transport ou de l'offre aux fins de vente des animaux sauvages, vivants ou morts.